# Partido Humanista (España)

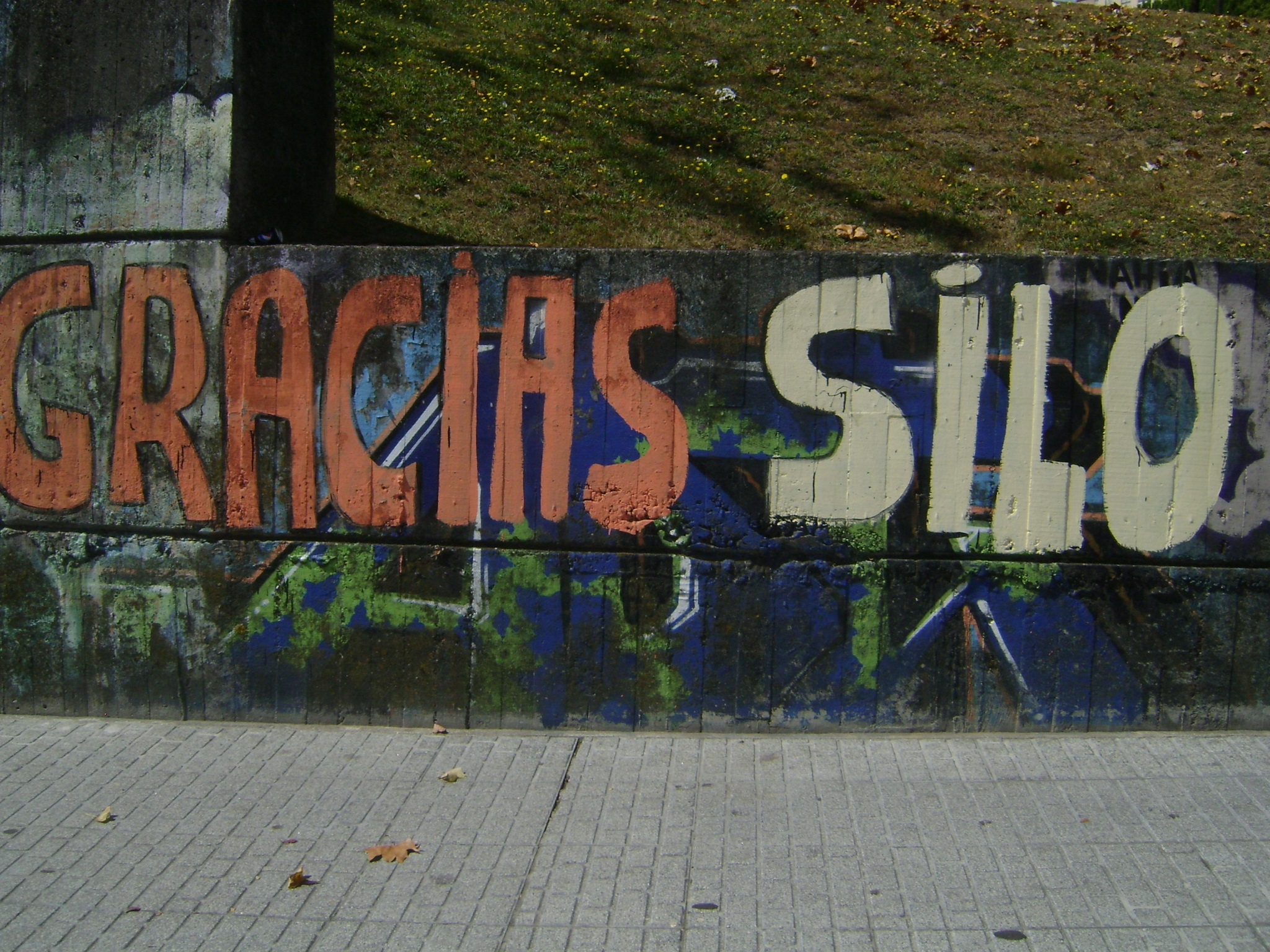
Grafiti en La Coruña en apoyo a Silo, fundador del Movimiento Humanista.

El Partido Humanista (PH) es un partido político de España fundado en 1984. Es miembro en la actualidad de la Internacional Humanista y del Movimiento Humanista.

## Historia
Fundado en España en 1984, fue inscrito en el Registro de Partidos Políticos el 16 de mayo de 1984. en su origen fue relacionado con el grupo de origen argentino La Comunidad, junto con el partido Los Verdes Ecologistas.
Uno de sus principales dirigentes fue Rafael de la Rubia. En abril de 1986 participó junto al Partido Comunista de España (PCE), el Partido Comunista de los Pueblos de España (PCPE), Partido de Acción Socialista (PASOC), Izquierda Republicana (IR), la Federación Progresista (FP) y el Partido Carlista en la fundación de Izquierda Unida. Debido a diferencias con el resto de los socios de la coalición el Partido Humanista la abandonaría unos meses después, a petición del resto de los partidos, achacándose a la formación de «restar votos» a Izquierda Unida en las elecciones generales de junio de 1986. Por su parte el Partido Humanista acusó al PCE de «comunistizar» Izquierda Unida tras su salida de la coalición.
Forma parte de un movimiento internacional de ideología difusa —ha sido descrito literalmente como un partido «oscuro»— que le hace por ejemplo aliarse con partidos de izquierda en España y en otros países con la ultraderecha.
Lastrado por un escaso «gancho electoral», en España alcanzó cifras de apoyo de en torno a unos 3000 seguidores hacia 2001 o 2500 en el año 2003. En 2014 consiguieron 15 278 votos para las elecciones al Parlamento Europeo. Al parecer serían defensores de una «autoliberación por catarsis siloísta».